# 矮紫金牛
矮紫金牛（学名：Ardisia humilis）为报春花科紫金牛属下的一个种。种加名 humilis 意为“矮的”。

## 异名
- 小乔木紫金牛[2]
- [3]